# Гравітаційні бурові платформи

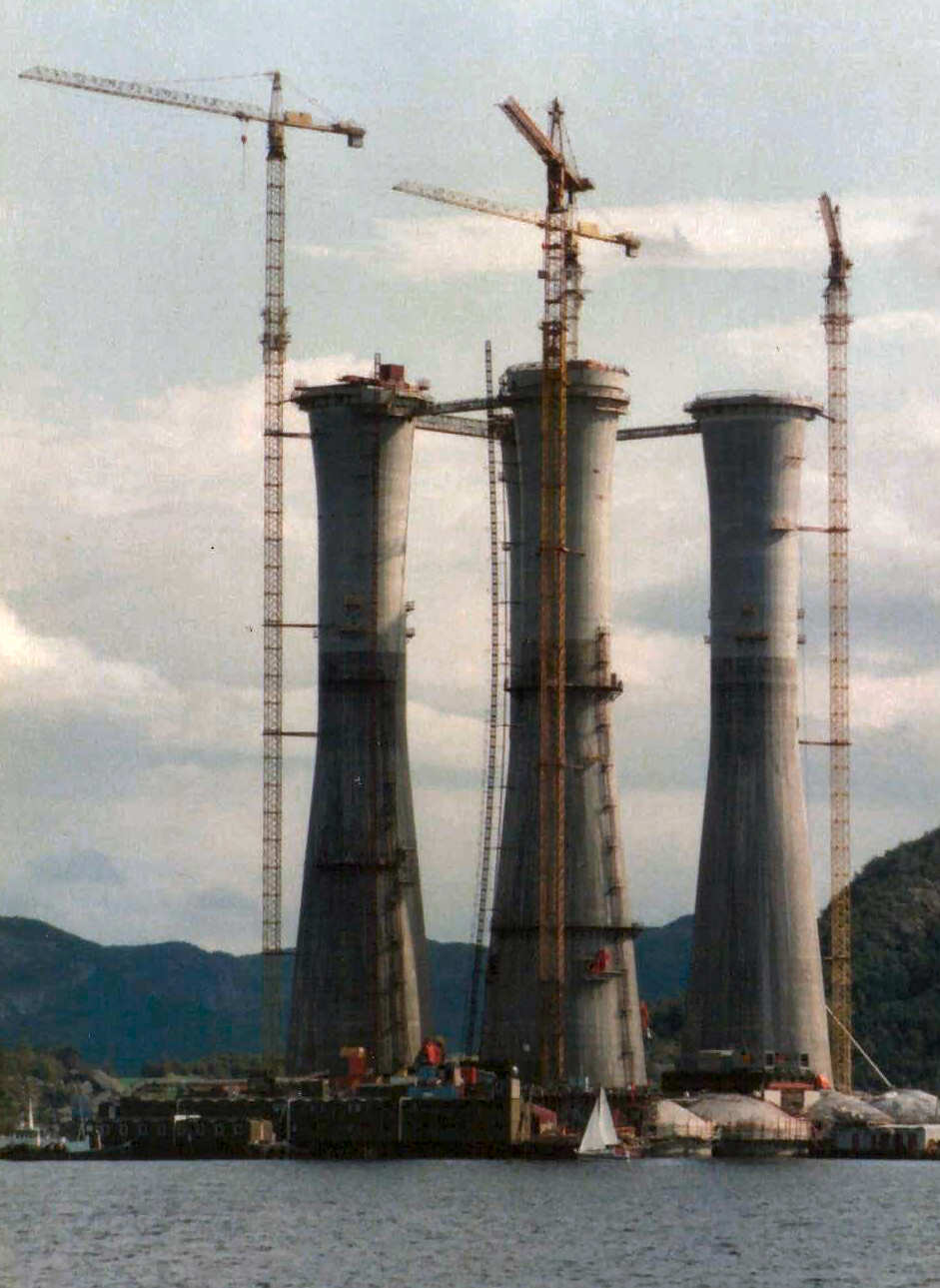
Condeep — тип ГБП, Норвегія.

Стаціонарна платформа гравітаційного типу (МСП-ГП) (Gravity-based structure. GBS-англ.) — морська стаціонарна платформа, яка утримується на дні за рахунок власної ваги і зв'язків у нижній частині платформи з ґрунтом. Також зустрічається назва: «гравітаційна морська платформа».

## Загальний опис
Застосовується в районах, в яких є або передбачаються потужні силові дії, які прагнуть зрушити або перекинути платформу (сейсмічна активність, потужна течія, вітер, зрушення льоду). Вперше конструкції такого роду встановлені в середині 1970-х років в районі Північного моря.
МСП-ГП може служити несучою основою для нафтових платформ, вітроенергетичних установок, регазифікаційних терміналів та ін. Виготовляється із залізобетону, або комбінованими (опори з металу, основа із залізобетону). Бетонна гравітаційна платформа може бути монолітною, або містити в собі напрямні колони для буріння, резервуари для зберігання нафти або палива, використовуваного в якості енергоносія, трубопроводи. Елементи основи доставляються до місця монтажу поблочно. Перед установкою МСП-ГП морське дно вирівнюють, камені — прибрирають, тріщини і западини — заливають бетоном.
Перевага МСП-ГП — доступність і низька ціна вихідних матеріалів, малий час установки платформи в морі (приблизно 24 год замість 7 — 12 місяців, необхідних для установки і закріплення пальових платформ). Власна плавучість і наявність системи баластування дозволяють буксирувати гравітаційні платформи на великі відстані і встановлювати їх в робоче положення на місці експлуатації в море без застосування дорогих вантажопідіймальних і транспортних засобів. Також перевагою є можливість повторного використання платформи в новому місці, підвищені вібростійкість і вогнестійкість, висока опірність морській корозії, незначна деформація під впливом навантажень і більш високий захист від забруднення моря.
Гравітаційна морська бурова платформа будується в глибоководних затоках і буксирується до місця експлуатації. Крім буріння, вона призначена також і для видобутку та зберігання нафти й транспортування її танкерами до місць переробки,. На морському дні платформа утримується завдяки своїй великій масі.
Коли родовище розроблено, всі свердловини консервують, пристрої від'єднують від гирла свердловини, платформу відривають від морського дна і буксирують до нової точки. Це величезний плюс порівняно з морськими стаціонарними платформами, що залишаються на місці розробки родовища назавжди.